# Ormond Beach
Ormond Beach és una població dels Estats Units a l'estat de Florida. Segons el cens del 2000 tenia 36.301 habitants.

## Demografia
Segons el cens del 2000, Ormond Beach tenia 36.301 habitants, 15.629 habitatges, i 10.533 famílies. La densitat de població era de 544,3 habitants/km².
Dels 15.629 habitatges en un 23,5% hi vivien nens de menys de 18 anys, en un 55,7% hi vivien parelles casades, en un 8,8% dones solteres, i en un 32,6% no eren unitats familiars. En el 27,1% dels habitatges hi vivien persones soles el 15,3% de les quals corresponia a persones de 65 anys o més que vivien soles. El nombre mitjà de persones vivint en cada habitatge era de 2,27 i el nombre mitjà de persones que vivien en cada família era de 2,75.
Per edats la població es repartia de la següent manera: un 19,2% tenia menys de 18 anys, un 4,5% entre 18 i 24, un 22,4% entre 25 i 44, un 26,5% de 45 a 60 i un 27,4% 65 anys o més.
L'edat mediana era de 48 anys. Per cada 100 dones de 18 o més anys hi havia 84,7 homes.
La renda mediana per habitatge era de 43.364 $ i la renda mediana per família de 52.496 $. Els homes tenien una renda mediana de 38.598 $ mentre que les dones 26.452 $. La renda per capita de la població era de 26.364 $. Entorn del 4,2% de les famílies i el 6,1% de la població estaven per davall del llindar de pobresa.

## Poblacions més properes
El següent diagrama mostra les poblacions més properes.